# Zęby stałe

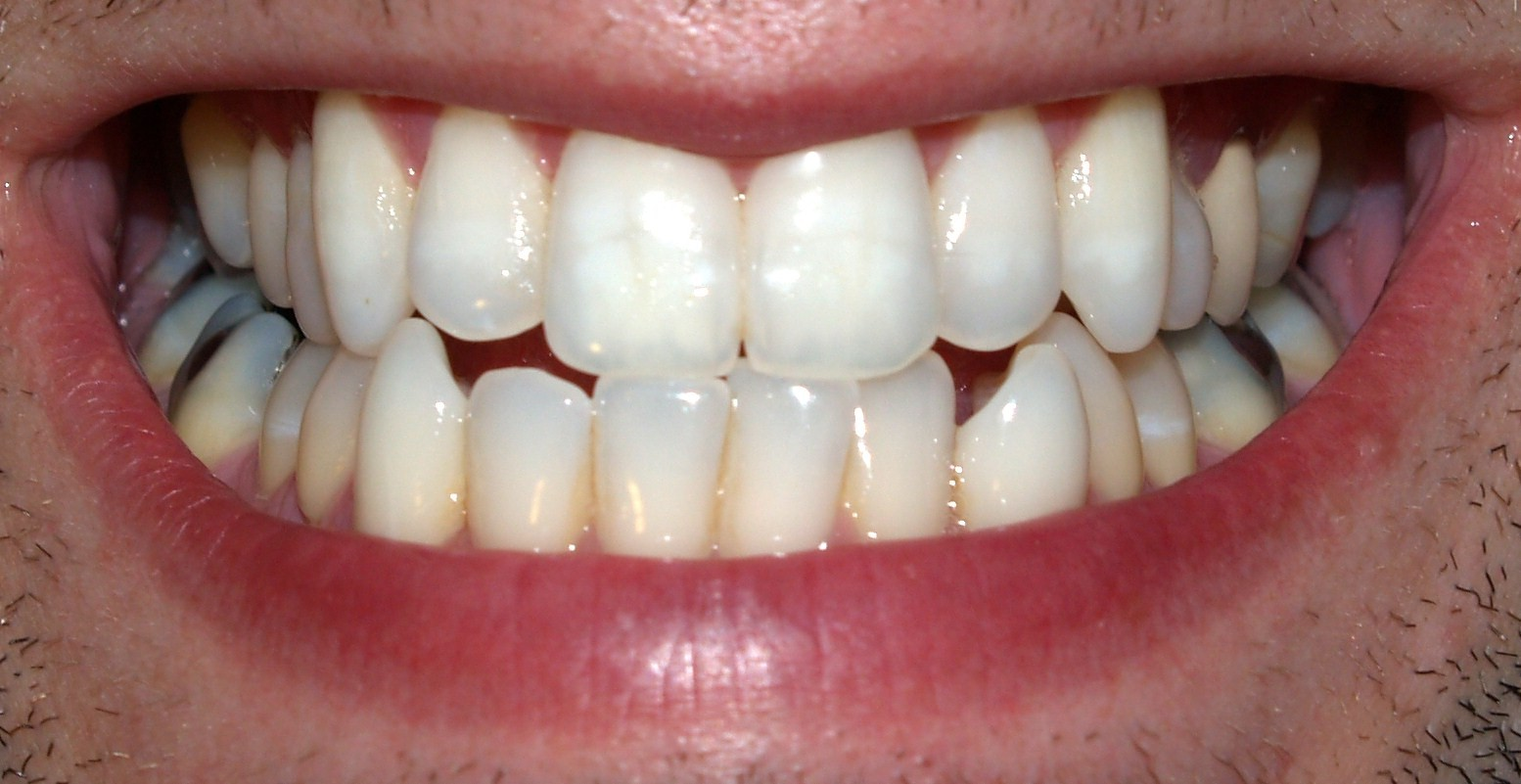
Zęby stałe u dorosłego człowieka

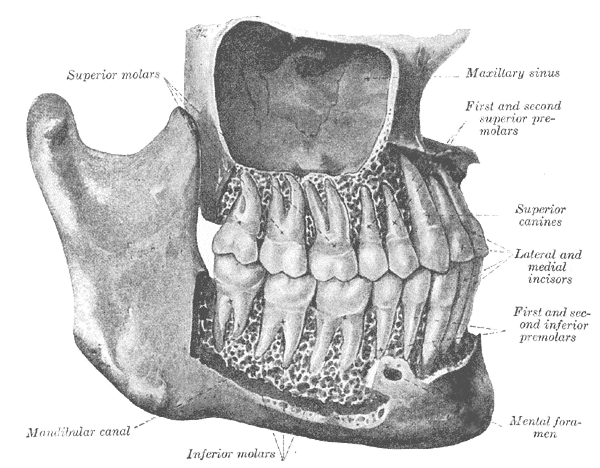
Zęby prawej połowy obu łuków zębowych: po 2 siekacze (Incisors), po 1 kle (Canine), po 2 przedtrzonowce (Premolars) i po 3 trzonowce (Molars). Widoczna zatoka szczękowa

Zęby stałe – zęby wyrzynające się u człowieka w miejsce traconych zębów mlecznych występujących w okresie dziecięcym. Dorosły człowiek przy pełnym uzębieniu stałym ma 32 zęby (16 w żuchwie i 16 w szczęce) – 4 siekacze, 2 kły, 4 zęby przedtrzonowe i 6 trzonowych. Jego wzór zębowy można więc przedstawić następująco:
| Wzór zębowy | Wzór zębowy | I | C | P | M |
| ----------- | ----------- | - | - | - | - |
| 32          | =           | 2 | 1 | 2 | 3 |
| 32          | =           | 2 | 1 | 2 | 3 |

## Anatomia poszczególnych zębów

### Siekacze
Zęby sieczne górne są większe od dolnych. Ząb sieczny górny przyśrodkowy jest większy od bocznego. Ząb sieczny dolny przyśrodkowy jest mniejszy od bocznego. W warunkach prawidłowego zgryzu, nagryz pionowy zębów górnych wynosi 1/3 wysokości zębów dolnych. W spoczynkowym położeniu żuchwy występuje szpara spoczynkowa – odległość pomiędzy brzegami siecznymi górnych i dolnych siekaczy, która waha się od 2 do 4 mm.

#### Siekacze górne przyśrodkowe (11,21)
Największe zęby sieczne człowieka. Na brzegu siecznym znajdują się 3 guzki, które niedługo po wyrżnięciu ulegają ścieraniu. Między guzkami znajdują się przełęcze, które w postaci rowków przechodzą na powierzchnię wargową. Na powierzchni podniebiennej guzek zębowy. Zęby sieczne wykazują wszystkie cechy Mühlreitera. Powierzchnie styczne trójkątne. Komora spłaszczona w wymiarze podniebienno-wargowym. 

Liczba korzeni – 1 spłaszczony mezjalno-dystalnie, zakrzywiony w kierunku zęba bocznego

Liczba kanałów – 1 okrągły

#### Siekacze górne boczne (12,22)
Są one mniejsze od jedynek, bardziej zmienne i mniej charakterystyczne. Na powierzchni podniebienej znajduje się guzek zębowym, w którego dnie często umiejscowiony jest otwór ślepy (foramen cecum). W otworze ślepym bardzo często dochodzi do postępu zmian próchnicowych. Powierzchnie styczne trójkątne. Komora podobna do komory w zębie siecznym przyśrodkowym.

Liczba korzeni – 1 spłaszczony mezjalno-dystalnie

Liczba kanałów – 1 

#### Siekacze dolne przyśrodkowe (31,41)
Najmniejszy ząb człowieka. Kształt dłutowaty. Brzeg sieczny zarówno po stronie mezjalnej jak i dystalnej pod ostrym kątem przechodzą w brzegi styczne. Ząb ten nie wykazuje cech Mühlreitera. Komora spłaszczona w wymiarze wargowo-podniebiennym.

Liczba korzeni – 1 

Liczba kanałów – 1

#### Siekacze dolne boczne (32,42)
Siekacz dolny boczny jest większy od siekacza dolnego przyśrodkowego. Jest zębem również mało charakterystycznym, który może być podobny do jedynki, jak i do kła. Podobnie jak siekacz dolny przyśrodkowy nie wykazuje cech Mühlreitera.

Liczba korzeni – 1 

Liczba kanałów – 1 

### Kły
Kły są zębami, które rozdzierają dostarczany pokarm. Pomagają również innym zębom w pełnieniu ich funkcji.

#### Kieł górny (13,23)
Jest to najdłuższy ząb człowieka mierzący ok. 33 mm. Korona stożkowata, zakończona wydatnym guzkiem. Brzeg sieczny składa się z dwóch części: krótszej mezjalnej i dłuższej dystalnej. Powierzchnia wargowa podzielona grzebieniem, który schodzi od szczytu guzka na krawędzi siecznej. Komora miazgi jest najszersza na granicy korony i korzenia. Wysyła ku szczytowi uchyłek odpowiadający guzkowi. Korzeń w stosunku do korony jest dłuższy. Powierzchnie styczne trójkątne. Na powierzchni podniebiennej czasem wydatny guzek zębowy.

Liczba korzeni – 1 

Liczba kanałów – 1 owalny

#### Kieł dolny (33,43)
Podobny do kła górnego. Korzeń w stosunku do korony jest krótszy. Brzeg sieczny składający się z dwóch części. Komora podobna do komory kła górnego.

Liczba korzeni – 1 

Liczba kanałów – 1 

### Zęby przedtrzonowe
Zawiązki przedtrzonowców stałych znajdują się pomiędzy odpowiadającymi im korzeniami zębów trzonowych mlecznych. W miejsce zębów trzonowych mlecznych wyrzyna się grupa zębów przedtrzonowych, których brak w uzębieniu mlecznym.

#### Przedtrzonowiec górny pierwszy (14,24)
Ząb dwuguzkowy, posiadający powierzchnie żującą. Guzki podniebienny i policzkowy, z których policzkowy jest zdecydowanie większy. Guzki oddzielone są bruzdą międzyguzkową biegnącą w kierunku mezjalno-dystalnym, która może posiadać odgałęzienia i niekiedy tworzyć guzki dodatkowe. Powierzchnie styczne są trapezoidalne. Komora w wymiarze mezjalno-dystalnym jest szeroka, a w wymiarze podniebienno-policzkowym wąska. Wysyła 2 uchyłki odpowiadające guzkom, z których wyższy jest policzkowy. 

Liczba korzeni – 2 (podniebienny i policzkowy), w 20% 1 korzeń 

Liczba kanałów – 2, nawet gdy jest jeden korzeń

#### Przedtrzonowiec górny drugi (15,25)
Ząb również dwuguzkowy, którego guzek policzkowy nie jest wybitnie wykształcony. Bruzda międzyguzkowa w kierunku mezjalno-dystalnym - może mieć odgałęzienia. Komora podobna do przedtrzonowca pierwszego.

Liczba korzeni – 1 

Liczba kanałów – 1 lub 2 (50%)

#### Przedtrzonowiec dolny pierwszy (34,44)
Ząb dwuguzkowy, podobny do przedtrzonowców górnych. Komora jest obszerna, spłaszczona mezjalno-dystalnie. Wysyła uchyłki odpowiadające guzkom. Powierzchnia policzkowa jest pochylona dojęzykowo. 

Liczba korzeni – 1 

Liczba kanałów – 1 

#### Przedtrzonowiec dolny drugi (35,45)
Ząb dwuguzkowy, którego guzek językowy jest wybitnie wyeksponowany, równający się guzkowi policzkowemu. Poza tym ząb ten jest podobny do przedtrzonowca dolnego pierwszego.

Liczba korzeni – 1 

Liczba kanałów – 1 

### Zęby trzonowe

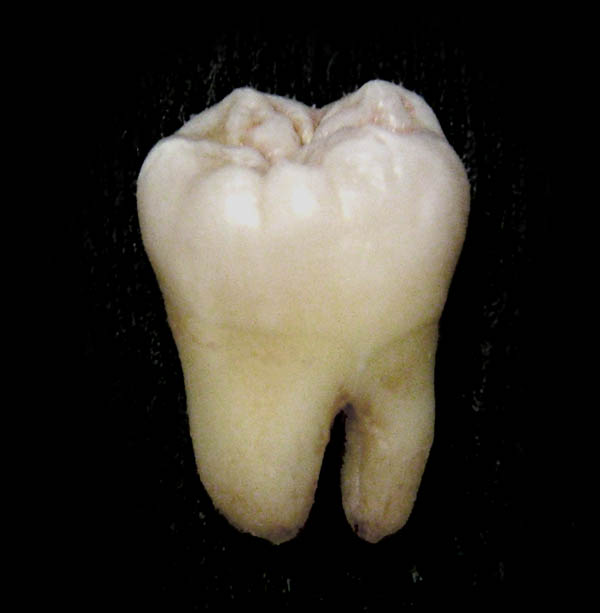
Ząb trzonowy dolny trzeci (38 lub 48)

W prawidłowym zgryzie, w zwarciu centralnym guzki zęba trzonowego pierwszego górnego powinny wchodzić w bruzdę między guzkową trzonowca pierwszego dolnego. Opisuje to I klasa Angle'a, która mówi, że guzek policzkowy bliższy szóstki górnej znajdować powinna się pomiędzy guzkiem policzkowym bliższym a środkowym szóstki dolnej.

#### Trzonowiec górny pierwszy (16,26)
Korona w kształcie rombu. Ma 4 guzki (podniebienny bliższy i dalszy, policzkowy bliższy i dalszy). Guzek podniebienny bliższy jest największy, podniebienny dalszy najmniejszy. Bardzo często występuje tzw. guzek Carabellego na podniebiennej powierzchni guzka podniebiennego bliższego. Powierzchnie styczne są wypukłe, czworokątne. Komora obszerna 2/3 w części bliższej i 1/3 w części dalszej. Pomiędzy tymi częściami znajduje się przewężenie. 

Liczba korzeni – 3 (podniebienny, policzkowy bliższy i policzkowy dalszy) 

Liczba kanałów – 3 (podniebienny, policzkowy bliższy i policzkowy dalszy) lub 4 (kanał policzkowy bliższy dodatkowy)

#### Trzonowiec górny drugi (17,27)
Klinicznie spotykane 3 odmiany: 
- bez guzka Carabellego
- kształt trójkąta, którego wierzchołkami są dwa guzki policzkowe i jeden podniebienny (najczęstsza odmiana)
- kształt owalny, lub elipsoidalny

Liczba korzeni – 3 (podniebienny, policzkowy bliższy i policzkowy dalszy) 

Liczba kanałów – 3 (podniebienny, policzkowy bliższy i policzkowy dalszy) lub 4 (kanał policzkowy bliższy dodatkowy)

#### Trzonowiec górny trzeci (18,28)
Ząb wykazujący bardzo dużą zmienność, od dobrze wykształconego z wyeksponowanymi guzkami do zaczątka zęba przypominającego czop. Czasami zęby trzonowe trzecie w ogóle nie występują.

Liczba korzeni – 1 (zlany – najczęściej) 

Liczba kanałów – 2, 3 lub 4

#### Trzonowiec dolny pierwszy (36, 46)
Powierzchnia żująca jest pięciokątna. Ząb trzonowy dolny pierwszy charakteryzuje się obecnością 5 guzków. Występują 3 guzki policzkowe, tworzące łuk wypukły na zewnątrz, oraz 2 językowe. Komora jest trójkątna, dłuższa mezjalno-dystalnie. 

Liczba korzeni – 2 (mezjalny i dystalny) 

Liczba kanałów –3 (2 w korzeniu mezjalnym – policzkowy bliższy i językowy bliższy, 1 w dystalnym)

#### Trzonowiec dolny drugi (37, 47)
Ząb najczęściej czteroguzkowy, podzielony bruzdą międzyguzkową w kształcie krzyża. Jest nieznacznie mniejszy od trzonowca dolnego pierwszego. 

Liczba korzeni – 2 (mezjalny i dystalny) 

Liczba kanałów – 3 (2 w korzeniu mezjalnym – policzkowy bliższy i językowy bliższy, 1 w dystalnym)

#### Trzonowiec dolny trzeci (38, 48)
Nazywany zębem mądrości. Ząb najczęściej pięcioguzkowy (3 językowe, 2 policzkowe) o niewyraźnym zarysie. Występują nieregularne bruzdy.

Liczba korzeni – 1 (zlany) 

Liczba kanałów – 2 (bliższy i dalszy)